# Sæberht van Essex

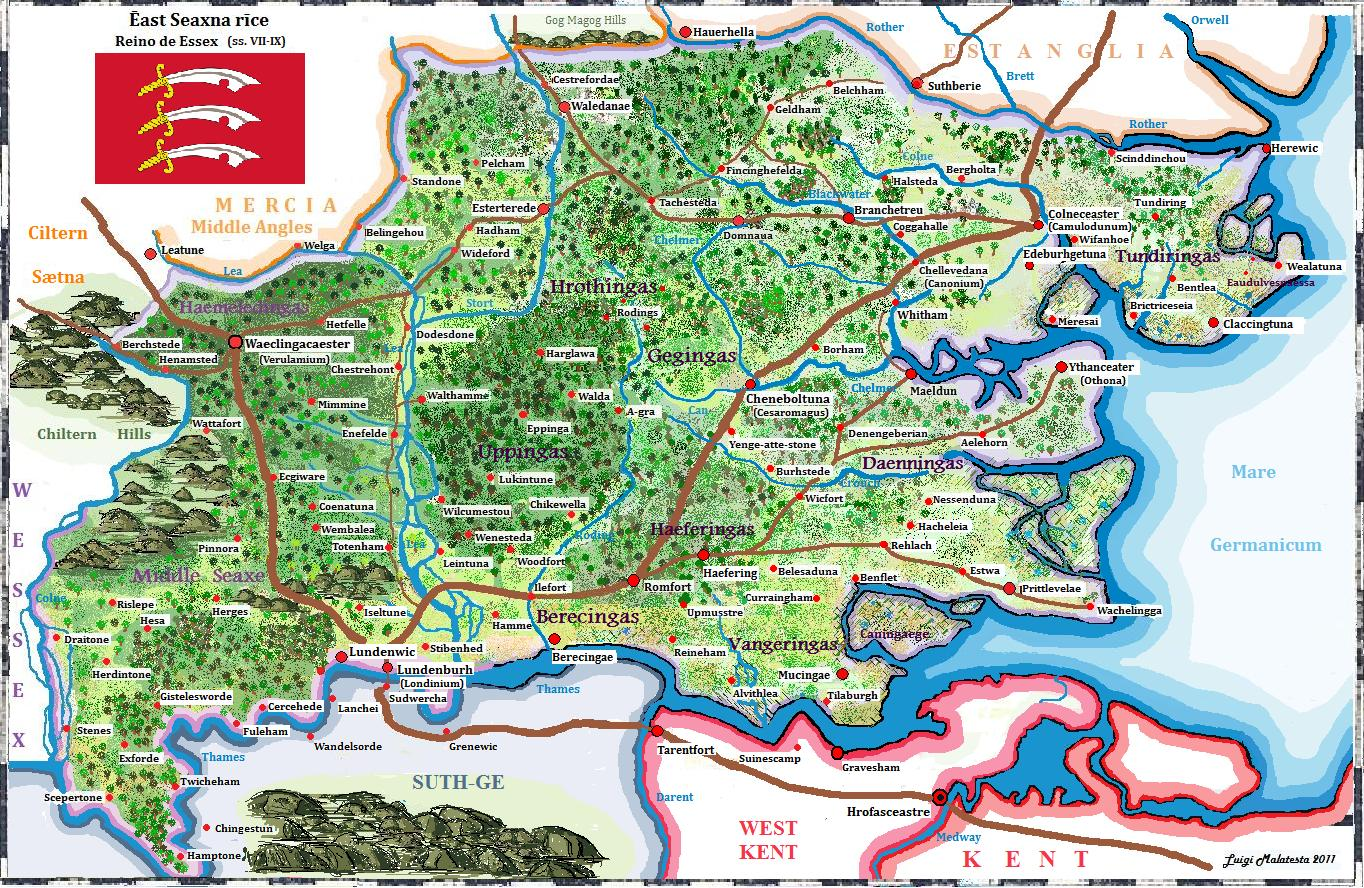
Essex in de vroege Angelsaksische periode.

Sæberht (ook wel Saba, Saberct, Sæbryht, Sæbyrht of Sigebyrht genoemd; ? - 616/617) was van voor 604 tot aan zijn dood koning van het Angelsaksische koninkrijk Essex.

## Leven
Sæberhts vader was Sledda en zijn moeder was Ricola, een zuster van koning Æthelberht I van Kent. Hij werd voor 604 door zijn oom Æthelberht I tot koning van Essex gekroond en bekeerde zich als eerste koning van Essex tot het Christendom. Æthelberht van Kent was rond 604 zijn dooppeter. Dientengevolge werd in Londen een bisschopszetel voor Essex opgericht, die als eerste door bisschop Mellitus zou worden bezet. Sæberht had drie zonen, Sexred, Sæward en een derde, wiens naam niet is overgeleverd, die na zijn dood het christelijk geloof opgaven en gezamenlijk de troon bestegen.
In 2003 werd in Prittlewell een koninklijke grafkamer uit de 7e eeuw ontdekt, in dewelke zich o.a. twee kruisen bevonden, die mogelijk in het lijkkleed waren ingenaaid. In deze kamer zou ofwel Sæberht ofwel Sigeberht II zijn begraven geworden. Volgens een latere legende zouden Sæberht en zijn vrouw Æthelgoda op Thorney Island ("doorneiland") bij Londen een aan Sint-Pieter gewijde kerk hebben opgericht, in dewelke ze, aldus de legende, werden bijgezet.